# Monténégro au Concours Eurovision de la chanson 2014
Le Monténégro est l'un des trente-sept pays participants au Concours Eurovision de la chanson 2014, qui se déroule à Copenhague, au Danemark. Le pays est représenté par le chanteur Sergej Ćetković et sa chanson Moj svijet, sélectionnés en interne par le diffuseur monténégrin RTCG.

## Sélection

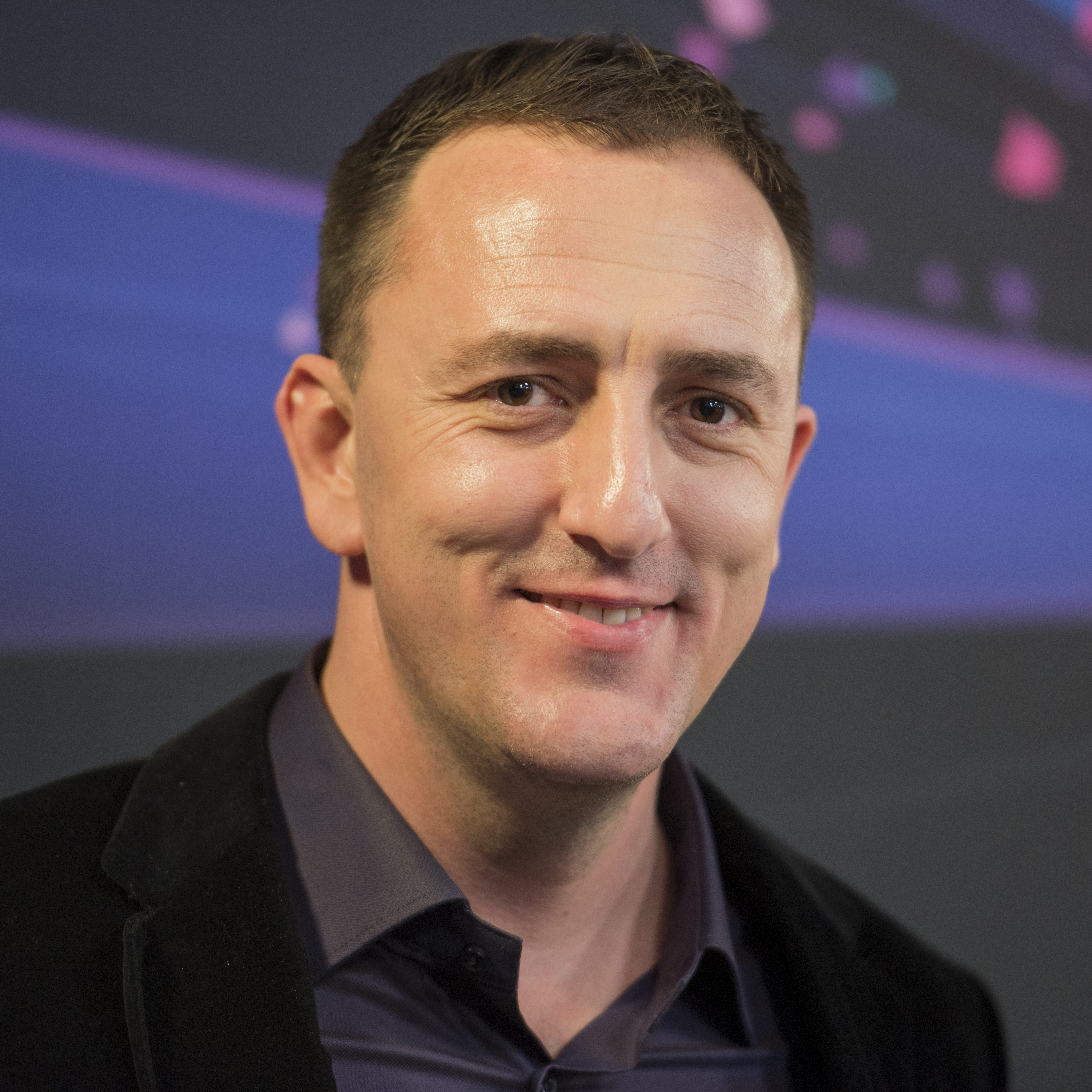
Sergej Ćetković lors d'une réception pendant le Concours Eurovision de la chanson 2014.

Le diffuseur monténégrin confirme sa participation à l'Eurovision 2014 le 25 septembre 2013. Le diffuseur annonce le 19 novembre 2013 qu'il sera représenté par Sergej Ćetković, sélectionné en interne. Sa chanson, intitulée Moj Svijet, est publiée le 9 mars 2014.

## À l'Eurovision
Le Monténégro participe à la première demi-finale, le 6 mai 2014. Y terminant 7e avec 63 points, le pays se qualifie pour la finale pour la première fois de son histoire. Lors de la finale, le pays termine 19e avec 37 points.